# Scottish Premiership (2018/2019)
Scottish Premiership 2018/2019 – był szóstym sezonem Scottish Premiership, a 123. edycją najwyższej klasy rozgrywkowej piłki nożnej w Szkocji.
Brało w nim udział 12 drużyn, które w okresie od 4 sierpnia 2018 do 19 maja 2019 rozegrały 38 kolejek meczów.
Tytuł mistrzowski obroniła drużyna Celticu zdobywając ósmy tytuł z rzędu, a pięćdziesiąty w swojej historii.

## Drużyny
| Uczestnicy poprzedniej edycji                                                                                 | Uczestnicy poprzedniej edycji | Uczestnicy poprzedniej edycji | Uczestnicy poprzedniej edycji |
| --- | ----------------------------- | ----------------------------- | ----------------------------- |
| CEL | Celtic                        | 1                             |                               |
| ABR | Aberdeen                      | 2                             |                               |
| RAN | Rangers                       | 3                             |                               |
| HIB | Hibernian                     | 4                             |                               |
| KIL | Kilmarnock                    | 5                             |                               |
| HRT | Heart of Midlothian           | 6                             |                               |
| MTH | Motherwell                    | 7                             |                               |
| STJ | St. Johnstone                 | 8                             |                               |
| DNE | Dundee                        | 9                             |                               |
| HAM | Hamilton Academical           | 10                            |                               |
| Awans z Scottish Championship                                                                                 |                               |                               |                               |
| STM | St. Mirren                    | 1                             |                               |
| po barażach                                                                                                   |                               |                               |                               |
| LIV | Livingston                    | 2                             |                               |
| Oznaczenia: - kolumna pierwsza – skróty nazw drużyn, - kolumna trzecia – miejsce zajęte w poprzednim sezonie. |                               |                               |                               |

## Runda zasadnicza

### Tabela
| Lp. | Drużyna             | M  | Z  | R  | P  | B+ | B– | +/– | Pkt | Kwalifikacja      |
| --- | ------------------- | -- | -- | -- | -- | -- | -- | --- | --- | ----------------- |
| 1   | Celtic              | 33 | 24 | 5  | 4  | 71 | 17 | +54 | 77  | grupa mistrzowska |
| 2   | Rangers             | 33 | 19 | 9  | 5  | 73 | 24 | +49 | 66  | grupa mistrzowska |
| 3   | Kilmarnock          | 33 | 16 | 10 | 7  | 46 | 28 | +18 | 58  | grupa mistrzowska |
| 4   | Aberdeen            | 33 | 17 | 7  | 9  | 52 | 37 | +15 | 58  | grupa mistrzowska |
| 5   | Hibernian           | 33 | 14 | 10 | 9  | 49 | 34 | +15 | 52  | grupa mistrzowska |
| 6   | Heart of Midlothian | 33 | 15 | 5  | 13 | 38 | 41 | −3  | 50  | grupa mistrzowska |
| 7   | St Johnstone        | 33 | 13 | 5  | 15 | 32 | 44 | −12 | 44  | grupa spadkowa    |
| 8   | Motherwell          | 33 | 13 | 4  | 16 | 37 | 47 | −10 | 43  | grupa spadkowa    |
| 9   | Livingston          | 33 | 11 | 9  | 13 | 35 | 33 | +2  | 42  | grupa spadkowa    |
| 10  | Hamilton Academical | 33 | 7  | 4  | 22 | 21 | 69 | −48 | 25  | grupa spadkowa    |
| 11  | St Mirren           | 33 | 5  | 6  | 22 | 24 | 61 | −37 | 21  | grupa spadkowa    |
| 12  | Dundee              | 33 | 4  | 6  | 23 | 25 | 68 | −43 | 18  | grupa spadkowa    |

### Wyniki
| Gospodarz \ Gość    | ABE | CEL | DUN | HAM | HOM | HIB | KIL | LIV | MOT | RAN | STJ | STM | ABE | CEL | DUN | HAM | HOM | HIB | KIL | LIV | MOT | RAN | STJ | STM |
| ------------------- | --- | --- | --- | --- | --- | --- | --- | --- | --- | --- | --- | --- | --- | --- | --- | --- | --- | --- | --- | --- | --- | --- | --- | --- |
| Aberdeen            |     | 3–4 | 5–1 | 3–0 | 2–0 | 1–0 | 0–2 | 3–2 | 1–0 | 1–1 | 0–2 | 4–1 |     |     |     | 0–2 |     |     | 0–0 | 1–1 | 3–1 | 2–4 |     | 2–2 |
| Celtic              | 1–0 |     | 3–0 | 1–0 | 5–0 | 4–2 | 5–1 | 3–1 | 3–0 | 1–0 | 2–0 | 4–0 | 0–0 |     |     | 3–0 |     | 2–0 |     | 0–0 | 4–1 | 2–1 |     |     |
| Dundee              | 0–1 | 0–5 |     | 4–0 | 0–3 | 0–3 | 1–2 | 0–0 | 1–3 | 1–1 | 0–2 | 1–1 | 0–2 | 0–1 |     |     | 0–1 | 2–4 | 2–2 |     | 0–1 |     |     |     |
| Hamilton Academical | 0–3 | 0–3 | 0–2 |     | 1–4 | 0–1 | 1–1 | 1–0 | 1–2 | 1–4 | 1–2 | 3–0 |     |     | 1–1 |     | 1–0 |     |     |     |     | 0–5 | 2–1 | 1–1 |
| Heart of Midlothian | 2–1 | 1–0 | 1–2 | 2–0 |     | 0–0 | 0–1 | 0–0 | 1–0 | 1–2 | 2–1 | 4–1 | 2–1 | 1–2 |     |     |     | 1–2 |     | 0–0 |     |     | 2–0 | 1–1 |
| Hibernian           | 1–1 | 2–0 | 2–2 | 6–0 | 0–1 |     | 3–2 | 1–1 | 3–0 | 0–0 | 0–1 | 2–2 | 1–2 |     |     | 2–0 |     |     | 0–0 |     | 2–0 | 1–1 |     |     |
| Kilmarnock          | 1–2 | 2–1 | 3–1 | 1–1 | 0–1 | 3–0 |     | 2–0 | 3–1 | 2–1 | 2–0 | 2–1 |     | 0–1 |     | 5–0 | 1–2 |     |     |     | 0–0 |     | 2–0 |     |
| Livingston          | 1–2 | 0–0 | 4–0 | 1–0 | 5–0 | 2–1 | 0–0 |     | 2–0 | 1–0 | 0–1 | 3–1 |     |     | 1–2 | 2–0 |     | 1–2 | 1–0 |     |     | 0–3 | 3–1 |     |
| Motherwell          | 3–0 | 1–1 | 1–0 | 0–1 | 0–1 | 1–0 | 0–1 | 1–1 |     | 3–3 | 0–1 | 0–1 |     |     |     | 3–0 | 2–1 |     |     | 3–0 |     | 0–3 | 3–0 |     |
| Rangers             | 0–1 | 1–0 | 4–0 | 1–0 | 3–1 | 1–1 | 1–1 | 3–0 | 7–1 |     | 5–1 | 2–0 |     |     | 4–0 |     | 3–0 |     | 1–1 |     |     |     | 0–0 | 4–0 |
| St Johnstone        | 1–1 | 0–6 | 1–0 | 4–0 | 2–2 | 1–1 | 0–0 | 1–0 | 1–2 | 1–2 |     | 2–0 | 0–2 | 0–2 | 2–0 |     |     | 1–2 |     |     |     |     |     | 1–0 |
| St Mirren           | 1–2 | 0–0 | 2–1 | 1–3 | 2–0 | 0–1 | 1–2 | 0–2 | 0–2 | 0–2 | 0–1 |     |     | 0–2 | 2–1 |     |     | 1–3 | 0–1 | 1–0 | 1–2 |     |     |     |

1. ↑  Mecz 28 kolejki przerwany w 47 minucie z powodu mgły przy wyniku 0-0. Powtórzony 2 marca.

## Runda finałowa
| Top six    |                     |    |    |    |    |    |    |     |    |                                             |  |     |     |     |     |     |     |     |     |     |     |     |     |
| 1          | Celtic (M, P)       | 38 | 27 | 6  | 5  | 77 | 20 | +57 | 87 | Liga Mistrzów UEFA • I runda kwalifikacyjna |  |     |     | 1–0 |     |     | 2–1 |     |     |     |     |     |     |
| 2          | Rangers             | 38 | 23 | 9  | 6  | 82 | 27 | +55 | 78 | Liga Europy UEFA • I runda kwalifikacyjna   |  | 2–0 |     |     | 2–0 | 1–0 |     |     |     |     |     |     |     |
| 3          | Kilmarnock          | 38 | 19 | 10 | 9  | 50 | 31 | +19 | 67 | Liga Europy UEFA • I runda kwalifikacyjna   |  |     | 2–1 |     | 0–1 | 1–0 |     |     |     |     |     |     |     |
| 4          | Aberdeen            | 38 | 20 | 7  | 11 | 57 | 44 | +13 | 67 | Liga Europy UEFA • I runda kwalifikacyjna   |  | 0–3 |     |     |     |     | 2–1 |     |     |     |     |     |     |
| 5          | Hibernian           | 38 | 14 | 12 | 12 | 51 | 39 | +12 | 54 |                                             |  | 0–0 |     |     | 1–2 |     | 1–1 |     |     |     |     |     |     |
| 6          | Heart of Midlothian | 38 | 15 | 6  | 17 | 42 | 50 | −8  | 51 |                                             |  | 1–3 | 0–1 |     |     |     |     |     |     |     |     |     |     |
| Bottom six |                     |    |    |    |    |    |    |     |    |                                             |  |     |     |     |     |     |     |     |     |     |     |     |     |
| 7          | St Johnstone        | 38 | 15 | 7  | 16 | 38 | 48 | −10 | 52 |                                             |  |     |     |     |     |     |     |     | 2–0 | 1–1 |     |     | 2–0 |
| 8          | Motherwell          | 38 | 15 | 6  | 17 | 46 | 56 | −10 | 51 |                                             |  |     |     |     |     |     |     |     | 3–2 |     | 1–1 | 4–3 |     |
| 9          | Livingston          | 38 | 11 | 11 | 16 | 42 | 44 | −2  | 44 |                                             |  |     |     |     |     |     |     |     |     |     | 1–3 | 0–1 |     |
| 10         | Hamilton Academical | 38 | 9  | 6  | 23 | 28 | 75 | −47 | 33 |                                             |  |     |     |     |     |     | 2–0 | 1–1 | 3–3 |     |     |     |     |
| 11         | St Mirren (B, O)    | 38 | 8  | 8  | 22 | 34 | 66 | −32 | 32 | Baraże o Scottish Premiership               |  |     |     |     |     |     |     | 1–1 |     |     | 2–0 |     |     |
| 12         | Dundee (S)          | 38 | 5  | 6  | 27 | 31 | 78 | −47 | 21 | Spadek do Scottish Championship             |  |     |     |     |     |     |     |     |     |     | 0–1 | 2–3 |     |

## Baraże o Scottish Premiership
St Mirren wygrał w dwumeczu z Dundee United finał baraży o miejsce w Scottish Premiership na sezon 2019/2020, rozegrany między trzema drużynami Scottish Championship i jedną ze Scottish Premiership.
|  |             |                              |             |             |             |   |                              |          |               |          |          |          |    |           |       |       |       |       |       |  |  |  |  |  |  |  |
|  | Ćwierćfinał | Ćwierćfinał                  | Ćwierćfinał | Ćwierćfinał | Ćwierćfinał |   |                              | Półfinał | Półfinał      | Półfinał | Półfinał | Półfinał |    |           | Finał | Finał | Finał | Finał | Finał |  |  |  |  |  |  |  |
|  | Ćwierćfinał | Ćwierćfinał                  | Ćwierćfinał | Ćwierćfinał | Ćwierćfinał |   |                              | Półfinał | Półfinał      | Półfinał | Półfinał | Półfinał |    |           | Finał | Finał | Finał | Finał | Finał |  |  |  |  |  |  |  |
|  |             |                              |             |             |             |   |                              |          |               |          |          |          |    |           |       |       |       |       |       |  |  |  |  |  |  |  |
|  |             |                              |             |             |             |   |                              |          |               |          |          |          |    |           |       |       |       |       |       |  |  |  |  |  |  |  |
|  |             |                              |             |             |             | 2 | Dundee United                | 0        | 1             | 1 (0)    |          |          |    |           |       |       |       |       |       |  |  |  |  |  |  |  |
|  |             |                              |             |             |             | 2 | Dundee United                | 0        | 1             | 1 (0)    |          |          |    |           |       |       |       |       |       |  |  |  |  |  |  |  |
|  |             |                              |             |             |             | 3 | Inverness Caledonian Thistle | 0        | 0             | 0        |          |          | 11 | St Mirren | 0     | 1     | 1 (2) |       |       |  |  |  |  |  |  |  |
|  |             |                              |             |             |             | 3 | Inverness Caledonian Thistle | 0        | 0             | 0        |          |          | 11 | St Mirren | 0     | 1     | 1 (2) |       |       |  |  |  |  |  |  |  |
|  | 4           | Ayr United                   | 1           | 1           | 2           |   |                              | 2        | Dundee United | 1        | 3        | 4        |    |           |       |       |       |       |       |  |  |  |  |  |  |  |
|  | 4           | Ayr United                   | 1           | 1           | 2           |   |                              | 2        | Dundee United | 1        | 3        | 4        |    |           |       |       |       |       |       |  |  |  |  |  |  |  |
|  | 3           | Inverness Caledonian Thistle | 3           | 1           | 4           |   |                              |          |               |          |          |          |    |           |       |       |       |       |       |  |  |  |  |  |  |  |
|  | 3           | Inverness Caledonian Thistle | 3           | 1           | 4           |   |                              |          |               |          |          |          |    |           |       |       |       |       |       |  |  |  |  |  |  |  |

| 7 maja 2019 | Ayr United       | 1:3   | Inverness Caledonian Thistle                     |                                                    |
| 20:45       | Michael Rose 65' | (0:1) | 33' Charlie Trafford · 51' (76), k' Jordan White | Somerset Park, Ayr Widzów: 2 171 Sędzia: Alan Muir |

| 11 maja 2019 | Inverness Caledonian Thistle | 1:1   | Ayr United       |                                                                   |
| 16:00        | Coll Donaldson 79'           | (0:1) | 19' Luke McCowan | Caledonian Stadium, Inverness Widzów: 2 323 Sędzia: Steven McLean |

| 14 maja 2019 | Inverness Caledonian Thistle | 0:1   | Dundee United     |                                                                |
| 20:45        |                              | (0:0) | 78' Paul McMullan | Caledonian Stadium, Inverness Widzów: 2 604 Sędzia: Nick Walsh |

| 17 maja 2019 | Dundee United                                              | 3:0   | Inverness Caledonian Thistle |                                                           |
| 20:45        | Nicky Clark 45+1' (k) · Osman Sow 54' · Pavol Šafranko 80' | (1:0) |                              | Tannadice Park, Dundee Widzów: 8 504 Sędzia: Kevin Clancy |

| 23 maja 2019 | Dundee United | 0:0   | St Mirren |                                                            |
| 20:45        |               | (0:0) |           | Tannadice Park, Dundee Widzów: 11 062 Sędzia: Bobby Madden |

| 26 maja 2019 | St Mirren                                   | 1:1 k. 2:0    | Dundee United                                               |                                                                |
| 16:00        | Danny Mullen 26'                            | (1:1, k. 2:0) | 23' (k) Nicky Clark                                         | New St. Mirren Park, Paisley Widzów: 7 732 Sędzia: John Beaton |
| 16:00        | · Paul McGinn · Mihai Popescu · Mateo Mužek | Rzuty karne   | · Peter Pawlett · Pavol Šafranko · Osman Sow · Callum Booth | New St. Mirren Park, Paisley Widzów: 7 732 Sędzia: John Beaton |

## Najlepsi strzelcy
| Bramki | Strzelcy        | Drużyna             |
| ------ | --------------- | ------------------- |
| 18     | Alfredo Morelos | Rangers             |
| 17     | Sam Cosgrove    | Aberdeen            |
| 15     | Odsonne Édouard | Celtic              |
| 15     | David Turnbull  | Motherwell          |
| 14     | James Tavernier | Rangers             |
| 11     | James Forrest   | Celtic              |
| 11     | Eamonn Brophy   | Kilmarnock          |
| 11     | Scott Arfield   | Rangers             |
| 10     | Steven Naismith | Heart of Midlothian |

Źródło:

## Trenerzy, kapitanowie i sponsorzy
| Drużyna             | Trener              | Kapitan          | Sponsor techniczny | Sponsor strategiczny     |
| ------------------- | ------------------- | ---------------- | ------------------ | ------------------------ |
| Aberdeen            | Derek McInnes       | Graeme Shinnie   | Adidas             | Saltire Energy           |
| Celtic              | Neil Lennon (tym.)  | Scott Brown      | New Balance        | Dafabet                  |
| Dundee              | James McPake (tym.) | Kenny Miller     | Puma               | McEwan Fraser Legal      |
| Hamilton Academical | Brian Rice          | Darian MacKinnon | Adidas             | Euro Mechanical Handling |
| Heart of Midlothian | Craig Levein        | Christophe Berra | Umbro              | Save the Children        |
| Hibernian           | Paul Heckingbottom  | David Gray       | Macron             | Marathonbet              |
| Kilmarnock          | Steve Clarke        | Kris Boyd        | Nike               | QTS                      |
| Livingston          | Gary Holt           | Craig Halkett    | FBT                | Tony Macaroni            |
| Motherwell          | Stephen Robinson    | Peter Hartley    | Macron             | BetPark                  |
| Rangers             | Steven Gerrard      | James Tavernier  | Hummel             | 32Red                    |
| St Johnstone        | Tommy Wright        | Joe Shaughnessy  | BLK                | Binn Group               |
| St Mirren           | Oran Kearney        | Stephen McGinn   | Joma               | Skyview Capital          |

### Zmiany trenerów
| Klub                | Były trener                | Powód                          | Data odejścia | Nowy trener                | Data zatrudnienia | Źródło        |
| ------------------- | -------------------------- | ------------------------------ | ------------- | -------------------------- | ----------------- | ------------- |
| Przed sezonem       |                            |                                |               |                            |                   |               |
| Rangers             | Jimmy Nicholl              | –                              | 2018-05-13    | Steven Gerrard             | 2018-06-01        | [ 21 ] [ 22 ] |
| St Mirren           | Jack Ross                  | Wykupiony przez Sunderland     | 2018-05-25    | Alan Stubbs  (inne języki) | 2018-06-08        | [ 23 ] [ 24 ] |
| Livingston          | David Hopkin               | Koniec kontraktu               | 2018-05-31    | Kenny Miller               | 2018-06-30        | [ 25 ] [ 26 ] |
| W trakcie sezonu    |                            |                                |               |                            |                   |               |
| Livingston          | Kenny Miller               | Rozwiązanie umowy              | 2018-08-20    | Gary Holt                  | 2018-08-23        | [ 27 ] [ 28 ] |
| St Mirren           | Alan Stubbs  (inne języki) | Zwolnienie                     | 2018-09-03    | Oran Kearney               | 2018-09-07        | [ 29 ] [ 30 ] |
| Dundee              | Neil McCann                | Zwolnienie                     | 2018-10-16    | Jim McIntyre               | 2018-10-17        | [ 31 ] [ 32 ] |
| Hamilton Academical | Martin Canning             | Rozwiązanie umowy              | 2019-01-29    | Brian Rice                 | 2019-01-31        | [ 33 ] [ 34 ] |
| Hibernian           | Neil Lennon                | Rozwiązanie umowy              | 2019-01-30    | Eddie May (tym.)           | 2019-01-30        | [ 35 ] [ 36 ] |
| Hibernian           | Eddie May                  | –                              | 2019-02-13    | Paul Heckingbottom         | 2019-02-13        | [ 37 ]        |
| Celtic              | Brendan Rodgers            | Wykupiony przez Leicester City | 2019-02-26    | Neil Lennon (tym.)         | 2019-02-26        | [ 38 ] [ 39 ] |
| Dundee              | Jim McIntyre               | Zwolnienie                     | 2019-05-12    | James McPake (tym.)        | 2019-05-13        | [ 40 ] [ 41 ] |

## Stadiony
| Aberdeen                    |
| --------------------------- |
| Pittodrie Stadium, Aberdeen |
| 20 866                      |
|                             |

| Celtic               |
| -------------------- |
| Celtic Park, Glasgow |
| 60 411               |
|                      |

| Dundee            |
| ----------------- |
| Dens Park, Dundee |
| 11 775            |
|                   |

| Hamilton Academical        |
| -------------------------- |
| New Douglas Park, Hamilton |
| 6 018                      |
|                            |

| Heart of Midlothian          |
| ---------------------------- |
| Tynecastle Stadium, Edynburg |
| 20 099                       |
|                              |

| Hibernian                     |
| ----------------------------- |
| Easter Road Stadium, Edynburg |
| 20 421                        |
|                               |

| Kilmarnock             |
| ---------------------- |
| Rugby Park, Kilmarnock |
| 17 889                 |
|                        |

| Livingston                     |
| ------------------------------ |
| Almondvale Stadium, Livingston |
| 9 512                          |
|                                |

| Motherwell           |
| -------------------- |
| Fir Park, Motherwell |
| 13 677               |
|                      |

| Rangers                |
| ---------------------- |
| Ibrox Stadium, Glasgow |
| 50 817                 |
|                        |

| St. Johnstone         |
| --------------------- |
| McDiarmid Park, Perth |
| 10 696                |
|                       |

| St Mirren                    |
| ---------------------------- |
| New St. Mirren Park, Paisley |
| 7 937                        |
|                              |